# Sedlarevo, Sliven
Sedlarevo (în bulgară Седларево) este un sat în comuna Kotel, regiunea Sliven,  Bulgaria. 

## Demografie
Componența etnică a satului Sedlarevo
     Bulgari (92,1%)
     Nicio identificare (7,89%)
     Altele (0%)
La recensământul din 2011, populația satului Sedlarevo era de 38 locuitori. Din punct de vedere etnic, majoritatea locuitorilor (92,1%) erau bulgari. Pentru 7,89% din locuitori nu este cunoscută apartenența etnică.